# Leiodesmus trifidus
Leiodesmus trifidus är en mångfotingart som beskrevs av Filippo Silvestri 1897. Leiodesmus trifidus ingår i släktet Leiodesmus och familjen Chelodesmidae. Inga underarter finns listade i Catalogue of Life.